# Đorđe Vajfert
Đorđe Vajfert (en allemand Georg Weifert ; né à Pančevo, le 15 juin 1850 — mort à Belgrade le 12 janvier 1937) était un industriel serbe d'origine allemande, il a aussi été gouverneur de la Banque de Serbie.